# Barry County, Michigan
Barry County är ett administrativt område i delstaten Michigan, USA. År 2010 hade countyt 59 173 invånare. Den administrativa huvudorten (county seat) är Hastings. 

## Geografi
Enligt United States Census Bureau har countyt en total area på 1494 km². 1,440 km² av den arean är land och 54 km² är vatten. 

### Angränsande countyn
- Ionia County - nordost
- Eaton County - öst
- Calhoun County - sydost
- Kalamazoo County - sydväst
- Allegan County - väst
- Kent County - nordväst